# Brügge (Halenbeck-Rohlsdorf)
Brügge ist ein bewohnter Gemeindeteil der Gemeinde Halenbeck-Rohlsdorf im Landkreis Prignitz im Nordwesten des Landes Brandenburg. Der Ort gehört dem Amt Meyenburg an und war bis zur Eingemeindung nach Halenbeck am 18. August 1962 eine eigenständige Gemeinde.

## Lage
Brügge liegt in der Prignitz, rund 12 Kilometer nördlich von Pritzwalk. Benachbart gelegene Ortschaften sind Warnsdorf im Nordosten, Halenbeck im Osten, Rohlsdorf im Südosten, Rapshagen und Gerdshagen im Südwesten, Struck im Westen und Penzlin-Süd im Nordwesten. Westlich von Brügge entspringt der Fluss Kümmernitz.
Durch Brügge verläuft die Landesstraße 155 nach Pritzwalk, die Bundesstraße 103 liegt rund zweieinhalb Kilometer westlich des Ortes. Brügge hat einen Haltepunkt an der Bahnstrecke Neustadt–Meyenburg. Der Elbe-Müritz-Rundweg führt durch den Ort.

## Geschichte
Erstmals urkundlich erwähnt wurde das Runddorf im Jahr 1325 als Brugke. Der Ortsname ist eine Namensübertragung von Brügge, einem heutigen Ortsteil der westfälischen Gemeinde Lüdenscheid, und deutet somit auf Siedler aus dieser Region hin, die sich im Zuge des Wendenkreuzzuges im 12. Jahrhundert dort niedergelassen hatten. Der Ort gehörte bereits 1325 zur Herrschaft Meyenburg und später zu den verselbstständigten Rittergütern Gerdshagen und Penzlin. Im Dreißigjährigen Krieg wurde Brügge fast vollständig entvölkert. 1697 lässt sich für Brügge die Existenz einer Fachwerkkirche nachweisen, die jedoch im 19. Jahrhundert aufgrund von Baufälligkeit abgerissen werden musste. Ab 1817 gehörte Brügge zum Kreis Ostprignitz in der preußischen Provinz Brandenburg. Im Verlauf des 19. Jahrhunderts verlor das Rittergut Gerdshagen seine Besitzungen an dem Ort vollständig an das Gut Penzlin, das noch bis 1872 die Grundherrschaft über Brügge innehatte. 1864 wurde die heutige Dorfkirche gebaut.
Am 25. Juli 1952 wurde der Landkreis Ostprignitz aufgelöst und die Gemeinde Brügge gehörte fortan zum Kreis Pritzwalk im DDR-Bezirk Potsdam. Am 18. August 1962 wurde Brügge nach Halenbeck eingemeindet. Nach der Wiedervereinigung lag Brügge noch drei Jahre im Landkreis Pritzwalk, seitdem gehört der Ort zum Landkreis Prignitz. Die Gemeinde Halenbeck fusionierte am 31. Dezember 2001 mit Rohlsdorf zu der neuen Gemeinde Halenbeck-Rohlsdorf. Brügge gehörte danach als bewohnter Gemeindeteil zum Ortsteil Halenbeck, bis dieser am 4. Juni 2004 ebenfalls zu einem bewohnten Gemeindeteil herabgestuft wurde.

## Dorfkirche
Die Dorfkirche Brügge, die nach ihrem Architekten Reinhold Persius auch als Persiuskirche bezeichnet wird, wurde im Jahr 1864 im neugotischen Stil errichtet. Die Kirche ist ein Feldsteinbau mit hoch aufragendem Westturm. Das Eingangsportal liegt an der Westseite des Turms. Die Orgel der Kirche wurde von Wilhelm Heerwagen aus Klosterhäseler bei Naumburg gebaut und 1870 eingeweiht. Zwischen 2005 und 2007 erfolgte eine Sanierung der inzwischen zur Ruine verfallenen Kirche. 2015 wurde die Kirche mit dem Brandenburgischen Denkmalpflegepreis ausgezeichnet.

## Einwohnerentwicklung
| Jahr | Einwohner |
| ---- | --------- |
| 1875 | 178       |
| 1890 | 151       |
| 1910 | 200       |

| Jahr | Einwohner |
| ---- | --------- |
| 1925 | 189       |
| 1933 | 219       |
| 1939 | 217       |

| Jahr | Einwohner |
| ---- | --------- |
| 1946 | 334       |
| 1950 | 317       |

Gebietsstand des jeweiligen Jahres

## Verkehrsanbindung
Brügge liegt an der Bahnstrecke Neustadt–Meyenburg. Der Haltepunkt Brügge (Prignitz) wird unter der Woche mit fünf und am Wochenende mit drei Zugpaaren der Regionalbahnlinie RB 74 bedient, die von der Hanseatischen Eisenbahn (HANS) betrieben wird.